# Merseburg-Querfurt
Districtul Merseburg-Querfurt a fost un Kreis în landul Saxonia-Anhalt, Germania. 
1. ↑  Bundesgesetzblatt, 27 septembrie 2004, p. 2350